# Robert Zemeckis
Robert Zemeckis (/ˈɹɑbəɹt zəˈmɛkɪs/) est un réalisateur, producteur et scénariste américain, né le 14 mai 1952 à Chicago.
Découvert grâce au film d'aventures À la poursuite du diamant vert, il se fera mondialement connaître pour avoir réalisé la trilogie Retour vers le futur, Qui veut la peau de Roger Rabbit, Forrest Gump, qui lui vaut l'Oscar du meilleur réalisateur, et Seul au monde.
Il est considéré comme un innovateur dans le domaine des effets visuels, avec l'utilisation précoce d'infographies insérées dans des séquences filmées dans Retour vers le futur 2 (1989) et Forrest Gump, l'insertion d'animation 2D dans des séquences filmées dans Qui veut la peau de Roger Rabbit, et les techniques de performance capture dans Le Pôle express (2004), La Légende de Beowulf (2007), Le Drôle de Noël de Scrooge (2009), et Bienvenue à Marwen (2018). Il est connu pour sa collaboration avec le compositeur Alan Silvestri, avec qui il travaille depuis À la poursuite du diamant vert. David Thomson (en) écrit sur lui qu'« aucun autre réalisateur contemporain n'a utilisé les effets spéciaux à des fins plus théâtrales et narratives ».

## Biographie

### Jeunesse et révélation (1972-1984)
Robert Lee Zemeckis est né le 14 mai 1952 à Chicago, fils de Rosa (née Nespeca) et d'Alphonse Zemeckis. Son père était lituano-américain tandis que sa mère était italo-américaine. Robert est diplômé de l'université du Sud de la Californie en cinéma-télévision. Il s'est très vite fait connaître en remportant un Student Academy Award pour son film A Field of Honor (1973) auquel ont succédé de nombreux films primés.
Il se fait remarquer par Steven Spielberg, qui, impressionné, accepte d'être producteur exécutif sur ses deux premiers longs-métrages : en 1978 Crazy Day (I Wanna Hold Your Hand) et en 1980 La Grosse Magouille, que Zemeckis a co-écrit avec son collaborateur Bob Gale. Les deux films sont bien reçus par la critique, mais échouent commercialement. Le tandem a une autre histoire en stock, celle d'un adolescent voyageant dans le temps, mais aucun studio n'y croit. C'est l'acteur Michael Douglas qui propose finalement à Zemeckis de mettre en scène un projet de film d'aventure dont il serait la star, aux côtés de Kathleen Turner.
Ce film sortira en 1984 sous le nom de À la poursuite du diamant vert. Il est un nouveau succès critique et fonctionne plutôt bien au box-office, à la surprise de nombreux professionnels. Le réalisateur y rencontre surtout le compositeur Alan Silvestri, qui assurera désormais la bande son de tous ses films.

### Consécration (1985-1990)
Les studios Universal donnent alors le feu vert au projet chéri par Robert Zemeckis et Bob Gale. En 1985, Retour vers le futur sort dans les salles américaines, et connait un énorme succès critique et commercial. Avec Gale, il décroche sa première nomination à l'Oscar, celui du meilleur scénario. Le cinéaste profite de cette reconnaissance pour s'atteler à un projet risqué, d'un point de vue technologique et commercial, pour les studios Disney : avec Qui veut la peau de Roger Rabbit, il peaufine en effet le procédé combinant animation et prises de vue réelles, et livre une satire du show-business qui est acclamée par la critique, en remportant 4 Oscars. Le score du film au box-office de l'année 1988 confirme le potentiel commercial du cinéaste.
Il tourne consécutivement Retour vers le futur 2 et Retour vers le futur 3, qui sortent respectivement en  1989 et 1990 : deux nouveaux chapitres qui formeront une trilogie culte du cinéma hollywoodien. Celle-ci érige le jeune Michael J. Fox en star mondiale, et associe des effets spéciaux révolutionnaires (dont les fameuses voitures volantes empruntées à Blade Runner) à un scénario riche et complexe. Il s'agit pourtant du dernier travail de Robert Zemeckis en tant que scénariste avant longtemps.
Le réalisateur s'impose alors aux côtés de ses amis et ex-mentors George Lucas et Steven Spielberg, comme l'un des plus grands « entertainers » (« faiseur de divertissements ») du cinéma américain.

### Confirmation critique et commerciale (1991-2000)

Robert Zemeckis pendant le tournage de Contact en 1997.

Le cinéaste parcourt les années 1990 en mettant en scène des stars hollywoodiennes, et en visitant des genres chaque fois différents : en 1992, il dirige Bruce Willis et Goldie Hawn pour la comédie noire La mort vous va si bien .
En 1994, il livre la comédie mélodramatique épique Forrest Gump, qui constitue son plus gros succès commercial à ce jour, et remporte six Oscars, dont celui du meilleur réalisateur, et du meilleur acteur pour Tom Hanks. C'est la consécration, avec un film qui fait date, son palmarès aussi.
Fort de cette reconnaissance, il parvient à lancer la production de Contact, un ambitieux récit de science-fiction resté en gestation un certain temps. Porté par la star Jodie Foster, le film est très attendu et convainc la critique et le public en 1997, mais de façon moins unanime.
En 1998, il fonde avec Joel Silver la société de production Dark Castle Entertainment, ainsi nommée en hommage au réalisateur William Castle.
L'année 2000 marque un tournant : le réalisateur retrouve en effet Tom Hanks pour le film d'aventure Seul au monde, un drame inspiré de Robinson Crusoé, qui connait un énorme succès critique et commercial et vaut à l'acteur une nouvelle nomination à l'Oscar du meilleur acteur. Pour des besoins de réalisme, le tandem filme une partie du film au début de l'année 1999, et le reste du film un an plus tard, le temps pour Hanks de maigrir suffisamment et de se laisser pousser la barbe et les cheveux. En parallèle, pendant cette pause, Zemeckis met en boîte un thriller psychologique avec Harrison Ford et Michelle Pfeiffer. Intitulé Apparences, le film est basé sur une idée de Steven Spielberg et un rapprochement avec les œuvres de Alfred Hitchcock. Les critiques sont mitigées, mais le film fonctionne commercialement. Il permet surtout à la caméra du cinéaste de s'affranchir des lois de la physique, grâce au numérique.

### Expérimentations numériques (2004-2010)

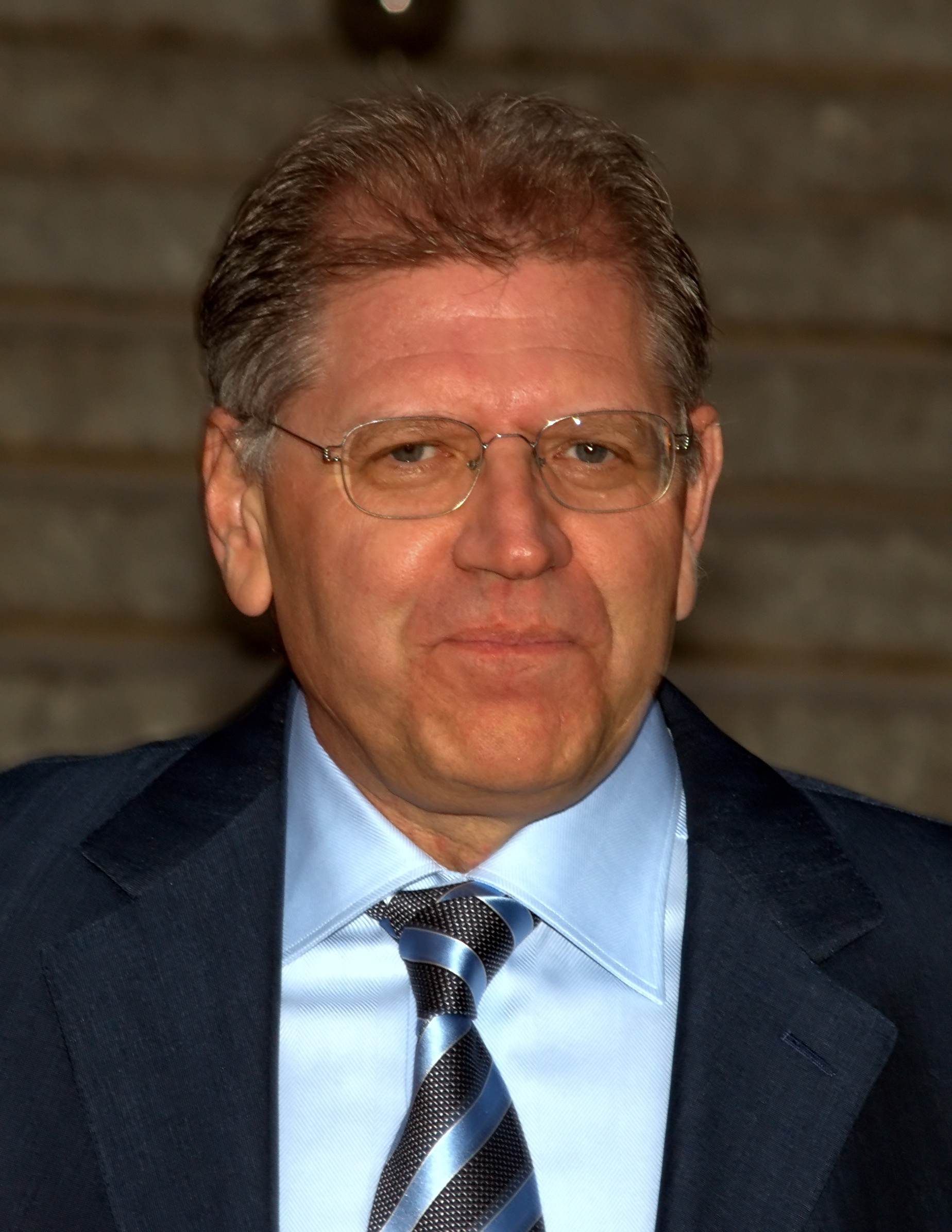
Robert Zemeckis au Festival du film de TriBeCa en 2010.

Zemeckis semble désormais prêt à laisser libre cours à ses expérimentations visuelles : si La mort vous va si bien regorgeait de trucages numériques à une époque où ils étaient encore peu répandus, et que Forrest Gump intégrait déjà l'acteur Tom Hanks dans de nombreuses scènes d'archives historiques, il avait aussi réussi, à la télévision, à faire tenir à Humphrey Bogart le rôle principal d'un épisode des Contes de la crypte, près de 40 ans après sa mort, par le truchement d'astuces visuelles.
C'est donc dans cette continuité qu'il initie en 2004, dans Le Pôle express, une nouvelle technique de capture de mouvement qu'il a lui-même développée, la performance capture, qui change radicalement la façon de concevoir les films en permettant de se libérer définitivement des contraintes du réel. Investi dans le projet, il participe même à l'écriture et dirige une troisième fois Tom Hanks. Le cinéaste s'impose aussi comme l'un des pionniers de la 3D numérique (Le Pôle Express est un des premiers films conçu  dans ce format), et le premier à utiliser la 3D  pour ses possibilités narratives, et non pas uniquement comme moyen d'immersion.
En 2007, avec La Légende de Beowulf, il poursuit cette aventure numérique, cette fois en s'appuyant sur un casting de stars dominé par Ray Winstone, Anthony Hopkins, John Malkovich et Angelina Jolie. Le long-métrage, qui déçoit commercialement, conforte néanmoins son intérêt pour les grandes sagas et la littérature anglo-saxonne (Shakespeare étant très souvent cité).
Zemeckis conclut cette trilogie en 2009 avec Le Drôle de Noël de Scrooge, qu'il écrit avec Jim Carrey en tête. Mais le film échoue commercialement et ne convainc pas la critique. Il s'agit pourtant du plus gros budget dont il ait bénéficié durant sa carrière.
En 2010, la fermeture de son studio, ImageMovers Digital, fondé en 1997, et renommé ImageMovers en 2007 à la suite du rachat par la Walt Disney Company, marque la fin d'une ère. Mais en 2011, grâce à un accord avec Universal Pictures, l’entreprise est ressuscitée et continue de produire des films 

### Retour aux sources (2012-2019)

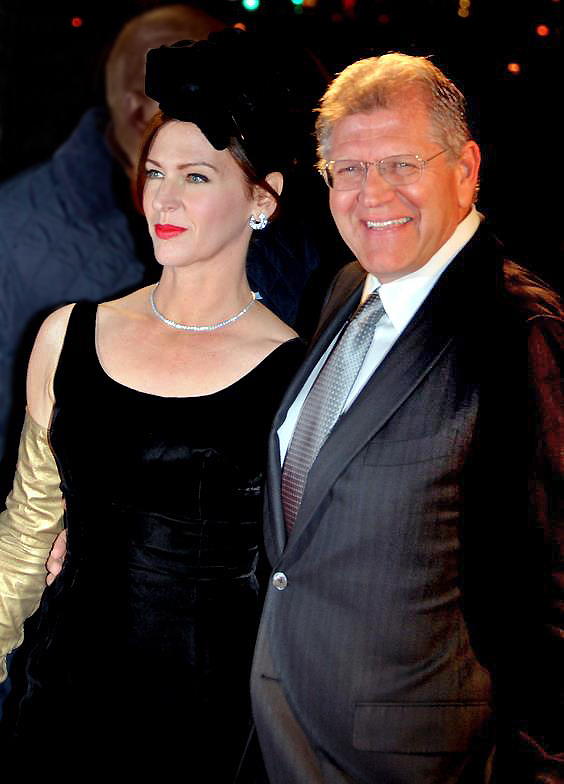
Robert Zemeckis et son épouse Leslie Harter à l'avant-première française de Flight, en 2013.

En 2012, le réalisateur revient donc au cinéma traditionnel avec le drame Flight, porté par Denzel Washington. Le film marque son retour à des budgets plus modestes : 30 millions de dollars contre 200 pour Le Drôle de Noël de Scrooge. À sa sortie, le film est un succès critique et commercial, qui salue la performance de l’acteur.
Il met ensuite en scène The Walk : Rêver plus haut, film biographique sur le funambule français Philippe Petit, incarné par l'américain Joseph Gordon-Levitt. Le film sort en 2015, et il reçoit un accueil très favorable, mais c’est malheureusement un terrible échec commercial.
Son film suivant, Alliés, sort fin 2016. Il s'agit d'un thriller romantique sur fond de Seconde Guerre mondiale. Brad Pitt et Marion Cotillard y incarnent deux espions qui tombent amoureux à Casablanca. Cette fois, c’est un semi-échec au box-office, et les critiques sont plutôt positives.
Il réalise ensuite le drame Bienvenue à Marwen, inspiré du documentaire Marwencol (en) de Jeff Malmberg, lui-même basé sur la vie de Mark Hogancamp. Steve Carell y incarne un ancien marine resté plusieurs jours dans le coma après un passage à tabac. Frappé d'amnésie, il va se créer un monde imaginaire, Marwencol,. Pour le film de Zemeckis, c’est un échec commercial et critique.

### Un nouveau genre (2020)
Son film suivant en 2020 est Sacrées Sorcières, d'une adaptation du roman du même nom de Roald Dahl, publié pour la première fois en 1983. Hormis une ou deux critiques, qui qualifie le métrage de bon divertissement d'Halloween pour les enfants, le film de Robert Zemeckis peine à convaincre les critiques de la presse américaine. Une majorité lui reproche son goût pour des effets visuels criards tandis que d'autres pointent du doigt un divertissement tellement calibré qu'il en est devenu impersonnel pour son auteur. Et le pire, c’est que le film sera complètement un échec commercial, à cause de son annulation en salle du à la pandémie COVID-19.
Il réalise ensuite Pinocchio pour Walt Disney Pictures, remake en prise de vues réelles du film d'animation du même nom sorti en 1940. Cette nouvelle version, diffusée en 2022 sur Disney+, reçoit des critiques globalement négatives et ce sera une nouvelle fois un échec pour son réalisateur,.
Avec toute l’équipe du film Forrest Gump, Zemeckis réalise Here, adaptation de la bande dessinée du même nom de Richard McGuire. Dans ce film sorti en 2024, il dirige Tom Hanks et Robin Wright. Le film a reçu des critiques négatives et un échec commercial, où il passe presque inaperçu. Avec moins de 2,4 millions de dollars au box-office, il s’agit du plus gros échec de son réalisateur.

## Filmographie

### Réalisateur

#### Cinéma
- 1972 : The Lift (court métrage)
- 1973 : A Field of Honor (court métrage)
- 1978 : Crazy Day (I Wanna Hold Your Hand)
- 1980 : La Grosse Magouille (Used Cars)
- 1984 : À la poursuite du diamant vert (Romancing the Stone)
- 1985 : Retour vers le futur (Back to the Future)
- 1988 : Qui veut la peau de Roger Rabbit (Who framed Roger Rabbit)
- 1989 : Retour vers le futur 2 (Back to the Future Part II)
- 1990 : Retour vers le futur 3 (Back to the Future Part III)
- 1992 : La mort vous va si bien (Death Becomes Her)
- 1994 : Forrest Gump
- 1997 : Contact
- 2000 : Apparences (What Lies Beneath)
- 2000 : Seul au monde (Cast Away)
- 2004 : Le Pôle express (The Polar Express)
- 2007 : La Légende de Beowulf (Beowulf)
- 2009 : Le Drôle de Noël de Scrooge (A Christmas Carol)
- 2012 : Flight
- 2015 : The Walk : Rêver plus haut (The Walk)
- 2016 : Alliés (Allied)
- 2018 : Bienvenue à Marwen (Welcome to Marwen)
- 2020 : Sacrées Sorcières (The Witches)
- 2022 : Pinocchio
- 2024 : Here

#### Télévision
- 1985 : Histoires fantastiques, épisode Go to the Head of the Class
- 1989 : Les Contes de la crypte, épisodes And All Through the House, Yellow, et You, Murderer
- 1991 : Two-Fisted Tales, épisode Yellow
- 1993 : Johnny Bago, épisode Johnny Bago Free at Last
- 1999 : The 20th Century: The Pursuit of Happiness

### Scénariste

#### Cinéma
- 1978 : Crazy Day (I Wanna Hold Your Hand) de lui-même
- 1980 : La Grosse Magouille (Used Cars) de lui-même
- 1979 : 1941 de Steven Spielberg
- 1985 : Retour vers le futur de lui-même
- 1992 : Les Pilleurs de Walter Hill
- 2004 : Le Pôle express (The Polar Express) de lui-même
- 2015 : The Walk : Rêver plus haut (The Walk) de lui-même
- 2018 : Bienvenue à Marwen (Welcome to Marwen) de lui-même
- 2020 : Sacrées Sorcières (The Witches) de lui-même
- 2022 : Pinocchio de lui-même
- 2024 : Here de lui-même

#### Télévision
- 1989-1996 : Les Contes de la crypte (Tales from the Crypt)
- 1997 : Expériences interdites (Perversions of Science)
- 2018 : Manifest
- 2019 : Project Blue Book
- 2019 : What/If

### Producteur / producteur délégué

#### Cinéma
NB : il est producteur de la plupart de ses films comme réalisateur
- 1992 : L'Œil public (The Public Eye) de Howard Franklin
- 1995 : Le Cavalier du Diable (Tales from the Crypt presents: Demon Knight) d'Ernest R. Dickerson et Gilbert Adler
- 1996 : Fantômes contre fantômes (The Frighteners) de Peter Jackson
- 1996 : La Reine des vampires (Tales from the Crypt Presents: Bordello of Blood) de Gilbert Adler
- 1999 : La Maison de l'horreur (House on Haunted Hill) de William Malone
- 2002 : 13 Fantômes (Thirtheen Ghosts) de Steve Beck
- 2002 : Le Vaisseau de l'angoisse (Ghost Ship) de Steve Beck
- 2003 : Les Associés (Matchstick Men) de Ridley Scott
- 2003 : Gothika de Mathieu Kassovitz
- 2005 : La Maison de cire (House of Wax) de Jaume Collet-Serra
- 2005 : The Prize Winner of Defiance, Ohio de Jane Anderson
- 2006 : Vacances sur ordonnance (Last Holiday) de Wayne Wang
- 2006 : Monster House de Gil Kenan
- 2007 : Les Châtiments (The Reaping) de Stephen Hopkins
- 2011 : Milo sur Mars (Mars Needs Moms) de Simon Wells
- 2011 : Real Steel de Shawn Levy
- 2021 : Finch de Miguel Sapochnik
- 2024 : Here de lui-même

#### Télévision
- 1989-1996 : Les Contes de la crypte (Tales from the Crypt)
- 1997 : Expériences interdites (Perversions of Science)
- 2018 : Manifest
- 2019 : Projet Blue Book
- 2019 : What/If

## Box-office
Les films de Robert Zemeckis en tant que directeur ont remporté 4,35 milliards de dollars de recettes dans le monde entier et 2,10 milliards aux États-Unis, il est actuellement le douzième cinéaste le plus rentable de l'histoire du cinéma.
| Film                             | Budget          | Monde           | États-Unis      |
| -------------------------------- | --------------- | --------------- | --------------- |
| Crazy Day                        | 2 700 000 $     | ???             | 1 944 682 $     |
| La Grosse Magouille              | 8 000 000 $     | ???             | 11 715 321 $    |
| À la poursuite du diamant vert   | 10 000 000 $    | 116 572 238 $   | 86 572 238 $    |
| Retour vers le futur             | 19 000 000 $    | 383 874 862 $   | 210 610 000 $   |
| Qui veut la peau de Roger Rabbit | 70 000 000 $    | 329 803 958 $   | 156 450 000 $   |
| Retour vers le futur 2           | 40 000 000 $    | 331 950 002 $   | 118 500 000 $   |
| Retour vers le futur 3           | 40 000 000 $    | 244 527 583 $   | 87 600 000 $    |
| La mort vous va si bien          | 55 000 000 $    | 149 022 650 $   | 58 422 650 $    |
| Forrest Gump                     | 65 000 000 $    | 677 387 716 $   | 329 694 499 $   |
| Contact                          | 90 000 000 $    | 171 120 329 $   | 100 920 000 $   |
| Apparences                       | 100 000 000 $   | 291 420 351 $   | 155 000 000 $   |
| Seul au monde                    | 90 000 000 $    | 429 632 142 $   | 233 632 142 $   |
| Le Pôle express                  | 165 000 000 $   | 306 845 028 $   | 286 000 000 $   |
| La Légende de Beowulf            | 150 000 000 $   | 196 393 745 $   | 82 195 215 $    |
| Le Drôle de Noël de Scrooge      | 200 000 000 $   | 325 286 646 $   | 137 481 366 $   |
| Flight                           | 31 000 000 $    | 161 772 375 $   | 93 772 375 $    |
| The Walk                         | 35 000 000 $    | 61 181 942 $    | 10 137 502 $    |
| Alliés                           | 85 000 000 $    | 112 705 529 $   | 40 098 064 $    |
| Bienvenue à Marwen               | 39 000 000 $    | 13 061 491 $    | 10 763 520 $    |
| Here                             | 50 000 000 $    | 13 012 690 $    | 12 237 270 $    |
| Total                            | 1 287 000 000 $ | 4 215 572 610 $ | 2 303 803 144 $ |

## Distinctions

### Récompenses
- 1972 : CINE Golden Eagle du court-métrage pour The Lift
- 1973 : CINE Golden Eagle du court-métrage pour A Field of Honor
- 1975 : Student Academy Awards : prix spécial du jury pour A Field of Honor
- 1985 : Jupiter Awards du meilleur film international pour Retour vers le futur
- 1985 : Mostra de Venise : Prix de la jeune Venise et mention spécial pour Retour vers le futur
- 1986 : David di Donatello du meilleur scénario étranger pour Retour vers le futur (partagé avec Bob Gale)
- 1986 : Prix Hugo de la meilleure présentation dramatique Retour vers le futur
- 1988 : Mostra de Venise en mention spéciale pour Qui veut la peau de Roger Rabbit
- 1988 : Mostra de Venise : Prix Enfants et Cinéma pour Qui veut la peau de Roger Rabbit
- 1988 : Chicago Film Critics Association du meilleur réalisateur pour Qui veut la peau de Roger Rabbit
- 1988 : Jupiter Awards du meilleur film international pour Qui veut la peau de Roger Rabbit
- 1988 : Los Angeles Film Critics Association : Prix spécial pour réalisation pour Qui veut la peau de Roger Rabbit
- 1988 : Los Angeles Film Critics Association Awards pour une réalisation technique exceptionnelle pour Qui veut la peau de Roger Rabbit
- 1989 : Chicago Film Critics Association du meilleur réalisateur Qui veut la peau de Roger Rabbit
- 1989 : Prix Hugo de la meilleure présentation dramatique pour Qui veut la peau de Roger Rabbit
- 1990 : Saturn Award du meilleur réalisateur pour Qui veut la peau de Roger Rabbit
- 1995 : Publicists Guild of America : Prix du showmanship pour la Motion Capture
- 1995 : Prix Amanda du meilleur long métrage étranger pour Forrest Gump
- 1995 : Lions tchèques du meilleur film en langue étrangère pour Forrest Gump
- 1995 : Directors Guild of America Awards de la réalisation exceptionnelle de réalisateurs dans le cinéma pour Forrest Gump
- 1995 : ShoWest Convention du meilleur réalisateur de l'année
- 1995 : Oscar du meilleur réalisateur pour  Forrest Gump
- 1995 : Golden Globe du meilleur réalisateur pour Forrest Gump
- 1995 : George Pal Memorial Award
- 1996 : Coq d'or du meilleur film en langue étrangère pour Forrest Gump
- 1996 : CINE Golden Eagle de la division de la diffusion: Divertissement - Drame pour Les Contes de la crypte
- 1998 : Online Film & Television Association de la meilleure image de science-fiction / fantastique / d'horreur pour Contact
- 1998 : Prix Hugo de la meilleure présentation dramatique pour Contact
- 1989 : Prix Sant Jordi du cinéma du meilleur film étranger pour Qui veut la peau de Roger Rabbit
- 2001 : Golden Eddie du réalisateur de l'année
- 2001 : Christopher Award pour Seul au monde
- 2004 : Career Achievement Award
- 2004 : Étoile sur le Hollywood Walk of Fame au 6925 Hollywood Blvd (inaugurée le 5 novembre 2004)
- 2005 : Visual Effects Society : Prix de la réussite de vie
- 2007 : The Rondo Hatton Classic Horror Awards du meilleur film pour La Légende de Beowulf
- 2010 : Publicists Guild of America : Prix de la reussite de vie
- 2012 : Founder's Award pour Flight
- 2013 : Prix du Festival international du film de Palm Springs du réalisateur de l'année pour Flight

### Nominations
- 1986 : Oscar du meilleur scénario original pour Retour vers le futur